# Kuala Belait Highway

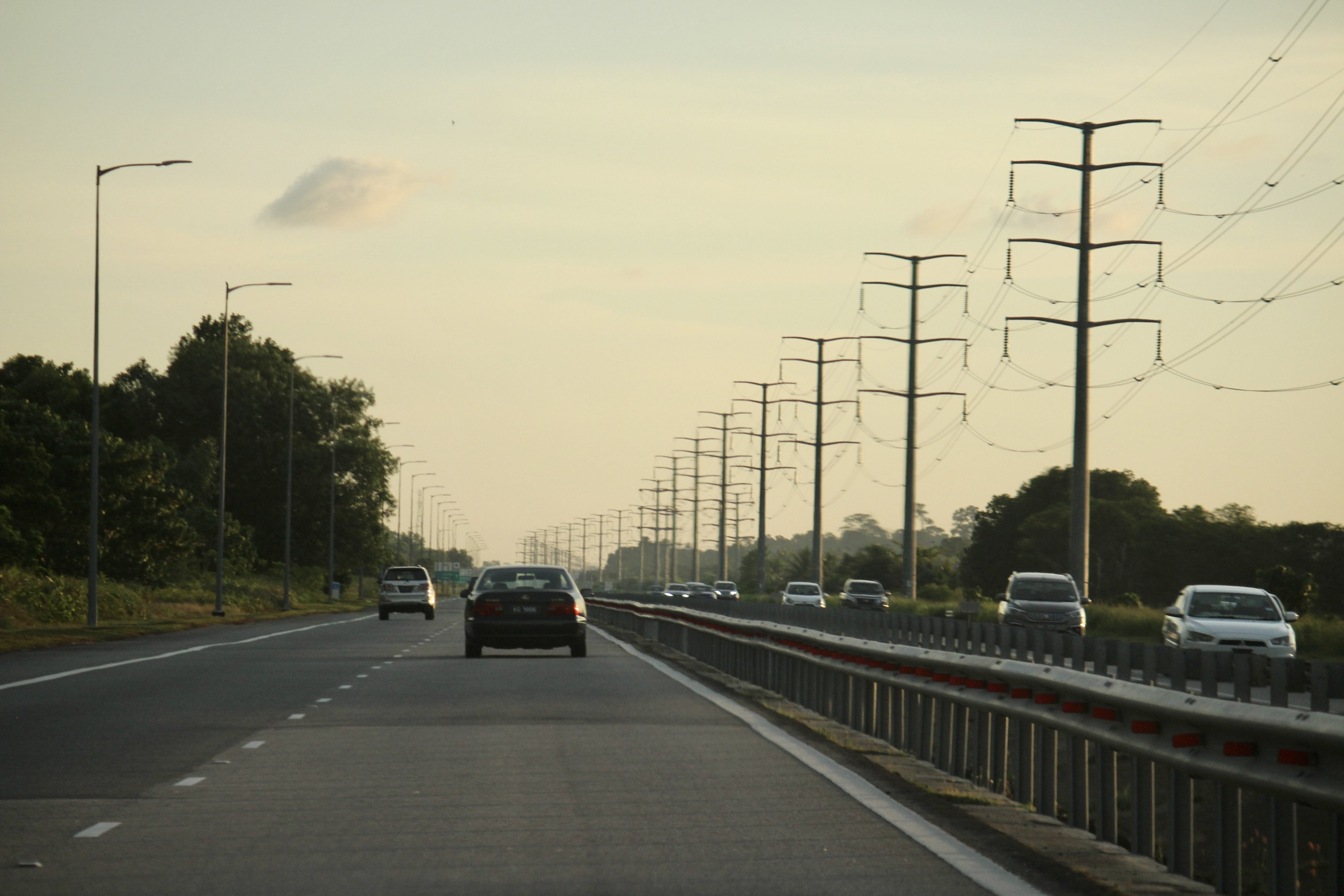
Abschnitt des Highways (2022)

Kuala Belait Highway (malaiisch Lebuhraya Kuala Belait; Jawi: ليبوهراي کوالا بلايت) ist eine Autobahn in Brunei und die wichtigste Straßenverbindung von West nach Ost. Sie verläuft im Distrikt Belait und führt vorbei an den Stadtzentren von Seria und Kuala Belait, sowie über die Sungai Belait Toll Bridge, die nicht ursprünglich in der Route des Pan Borneo Highway vorgesehen war. Auf der ursprünglichen Route mussten Reisende zwischen Kampung Sungai Teraban und Kampung Lumut den Sungai Belait mit einer Fähre überqueren. Der Abschnitt des Kuala Belait Highway im Gebiet von Seria wird generell als Seria Bypass bezeichnet. Arbeiten zum mehrspurigen Ausbau sind im Gange.

Koordinaten: 4° 34′ 45,5″ N, 114° 15′ 19,4″ O